# Красна Горка (Цівільський район)
Красна Го́рка (рос. Красная Горка, чув. Хĕрлĕту) — присілок у складі Цівільського району Чувашії, Росія. Входить до складу Друговурманкасинського сільського поселення.
Населення — 85 осіб (2010; 74 у 2002).
Національний склад:
- чуваші — 97 %